# 이순신 사패교지
이순신 사패교지(李舜臣賜牌敎旨)(1605, 선조 38)는 1605년 정월 9일에 이미 작고한 선무일등공신(宣武一等功臣)인 덕풍부원군(德豊府院君) 이순신에게 전라도 부안, 고산, 충청도 온양, 직산, 천안, 진산, 은진 등지에 있던 관노비(奴1, 婢7)를 상으로 내리는 사패교지이다.